# Adamstown (Pennsylvania)
Adamstown è una borough degli Stati Uniti d'America, nella contea di Berks nello Stato della Pennsylvania. Secondo il censimento del 2019 la popolazione è di 1 880 abitanti.

## Società

### Evoluzione demografica
La composizione etnica vede una maggioranza della razza bianca (99,09%), seguita da quella asiatica (0,25%) dati del 2000.
| borough di Adamstown Popolazione |       |
| 2000                             | 1.203 |
| Stima al 2009                    | 1.549 |